# Trinotoperla hardyi
Trinotoperla hardyi är en bäcksländeart som beskrevs av Perkins 1958. Trinotoperla hardyi ingår i släktet Trinotoperla och familjen Gripopterygidae. Inga underarter finns listade i Catalogue of Life.